# Sphagnum sanguinale
Sphagnum sanguinale là một loài rêu trong họ Sphagnaceae. Loài này được Warnst. mô tả khoa học đầu tiên năm 1898.